# Turris
Las turris, palabra en latín que significa torre, eran torres de vigilancia, en ocasiones de defensa, construidas por los ingenieros romanos y situadas en lugares altos con la misión de vigilar lugares estratégicos tales como calzadas o villas particulares.
De estructura sencilla suelen tener planta redonda o cuadrada, con dos pisos de altura, estando elaboradas con piedras locales; algunas de ellas fueron aprovechadas en la época árabe para la misma función: vigilancia de caminos y accesos.